# Summerfestival
Summerfestival is een Belgisch muziekfestival in Antwerpen dat populair-elektronische muziek programmeert. Het festival ging jaarlijks door tijdens het laatste weekend van juni. Vanaf 2015 vindt het festival plaats tijdens het eerste weekend van juli. De eerste editie vond plaats in 2008 (eenmalig op de locatie Lilse Bergen). De editie in 2009 had zeven podia, de daaropvolgende edities acht. In 2012 waren er ongeveer 50.000 bezoekers. Sinds 2013 spreidt het festival zich over twee dagen met elke dag negen podia, en wordt er ook een camping voorzien. Op vrijdag vindt er een pre-party plaats exclusief voor de camping. De editie in 2015 telde zo'n 70.000 bezoekers. Onbekend is waarom het festival met een verkeerd gespelde naam werd gedoopt.
De laatste editie vond plaats in 2017. Na tegenvallende bezoekersaantallen (33.000) besliste de organisatie de stekker eruit te trekken en kwam er geen editie meer in 2018.
Summerfestival stelde elk jaar een compilatie-cd samen met nummers van artiesten die komen draaien op het festival.

## Optredende artiesten

### 2008
Ruthless, Binum Live, Headhunterz, Korsakoff, Ruben, Neon, Wout, Dave Lambert, Yves V en Laurent Wéry.

### 2009
Ferry Corsten, Laidback Luke, Brennan heart, Headhunterz, Lasgo, Coone, Angerfist, Hardwell, Psyko Punkz en Yves V.

### 2010
Dimitri Vegas & Like Mike, Vato Gonzalez, Coone, Sidney Samson, Mark with a K, Psyko Punkz, Showtek, Wildstylez, The Oddword en Peter Luts.

### 2011
Hardwell, Nicky Romero, Coone, Don Diablo, Regi, Psyko Punkz, Quintino, Da Tweekaz, The Oddword, Headhunterz en Far East Movement.

### 2012
Hardwell, Nicky Romero, Coone, Romeo Blanco, Murdock, Shermanology, Angerfist, Mark with a K, The Oddword en Headhunterz.

### 2013
Hardwell, Nicky Romero, Dada Life, Martin Solveig, Romeo Blanco, Murdock, Basto, Angerfist, Sandro Silva, Yves V, Gregor Salto en Radical Redemption.

### 2014
Martin Garrix, Nicky Romero, Showtek, Blasterjaxx, DJ Korsakoff, Angerfist, Robert Abigail, Afrojack, DJ Ruthless

### 2015
|                           | Zaterdag 4 juli | Zondag 5 juli |
| ------------------------- | --- | --- |
| Main Stage by Pepsi       | Hardwell W&W Dannic Audien Alvar & Millas Yellow Claw Julian Jordan Michael Calfan Joey Dale Jetfire Julian Calor             | Nicky Romero Blasterjaxx Dyro Ummet Ozcan Yves V Jay Hardway Quentin Mosimann D-Wayne DJ Licious DJ Ghost DJ Sample                                        |
| Jupiler Stage by Versuz   | Gregor Salto Dyna Robbie Pardoel Regi Broiler DeeJay Lady S DJ Daddy K Funk D Laurent Wery Lost Stories Thierry von der Warth | Kenn Colt vs. Tom Leclercq Thomas Newson vs. Marco V Basto Sem Thomasson Mike Hawkins Dave Lambert Funkerman Peter Luts Kill the Buzz Double Pleasure Roma |
| Heldeep By Oliver Heldens | | Mynga Robin Schulz Oliver Heldens Klingande Mr. Belt & Wezol Mike Mago Sam Feldt Higher Self DJ Licious                                                    |
| Labyrinth Club            | Booka Shade Karmon Tofke Raw District Kapibara Axel Haube Charlotte DC                                                        | Uner Marco Faraone SIS Ugur Yurt RENEE Billuga Matthias Tanzmann                                                                                           |
| Shomi                     | Chocolate Puma Lucas & Steve Beauriche Lost Frequencies Henri PFR Dj Licious Yamo                                             | |
| FCK GNRS By LNY TNZ       | FeestDJRuud LNY TNZ Mr. Polska Wiwek Jebroer Darkraver Ruthless Boehmer Boaz Van De Beatz Kid De Luca                         | |
| Heart United              | Angerfist Digital Punk Wildstylez Davoodi Paul Elstak vs Dj Ghost Noisecontrollers                                            | DJ Korsakoff Radical Redemption D-Block & S-Te-Fan Greg C LIVE G-Fresh LIVE Miss Faction                                                                   |
| Armada                    | | Orjan Nilsen Andrew Rayel Marlo Jochen Miller David Gravell Ruben De Ronde                                                                                 |